# 岡﨑彪太郎
岡﨑 彪太郎（おかざき こたろう、2004年3月23日 - ）は、日本のアイドル、俳優、歌手、タレント。関西ジュニア内男性アイドルグループ・Lil かんさいの元メンバーでありリーダーを務めていた。愛称は、こたちゃん。
大阪府出身。STARTO ENTERTAINMENT所属。

## 来歴
父親が姉のバイトの履歴書のついでに応募し、2016年8月2日ジャニーズ事務所に入所。入所した日にそのまま、舞台『ANOTHER & summer show』に出演。
2019年1月3日に受け取ったメールでLil かんさいの結成を知る。2019年1月22日、Lil かんさいのメンバーに選ばれ、2019年2月に『ジャニーズWEST LIVE TOUR 2019 WESTV!』の大阪城ホール公演でファンにお披露目された。岡﨑は『まいど!ジャーニィ〜』収録中に藤原丈一郎に任命されてリーダーに就任した。
2025年4月1日、Lil かんさいとしての活動を一区切りとし、今後は各メンバーが個々に活動していくことを発表した。

## 人物
特技はテニス、ピアノ。家族構成は両親、6歳上の姉、4歳下と7歳下の妹。憧れの先輩は岡田准一。好きな食べ物は玉ねぎ。ペットはメダカ。所有している資格は二級小型船舶操縦士免許、カッパ捕獲許可証。

## 出演
個人での出演のみ記載。グループとしての出演はLil かんさいを参照。

### テレビドラマ
- 年下彼氏 episode15「オトナのオトコ大作戦」（2020年5月31日、朝日放送テレビ） - 亀山 役[21][22]
  - 年下彼氏2 episode10「20歳（ハタチ）、初めての夜」（2024年11月17日、朝日放送テレビ） - 主演・中川亜里斗 役[23][24]
- ジモトに帰れないワケあり男子の14の事情 episode6 「帰省チキンレース」（2021年5月15日、テレビ朝日） - 主演・洋二 役（浦陸斗と主演）[25][26]
- 日越外交関係樹立50周年記念ドラマ「ベトナムのひびき」（2024年3月2日、NHK BSプレミアム4K / 3月17日、NHK BS） - 佐倉博音 役[27]

### 映画
- 東西ジャニーズJr. ぼくらのサバイバルウォーズ （2022年4月1日公開、松竹） - 犬井 役[28]

### 舞台
- ANOTHER & Summer Show（2016年8月2日 - 26日、大阪松竹座）[4]
- 少年たち 南の島に雪は降る（2017年8月2日 - 27日、大阪松竹座）[29]
- ちびっ子お笑い七変化 少年KABUKI（2018年5月4日 - 6日、国立文楽劇場小ホール）[30][31]
- 明日を駆ける少年たち （2018年8月4日 - 30日、大阪松竹座）[32]
- 一富士茄子牛焦げルギー（2023年12月21日 - 24日、松下IMPホール / 12月26日 - 28日、草月ホール） - 主演・ぼく 役[33]
  - 一富士茄子牛焦げルギー 2024年上演版（2024年11月7日 - 10日、松下IMPホール / 11月12日、穂の国とよはし芸術劇場PLAT 主ホール /11月19日 - 21日、ヒューリックホール東京）[34]
- あの夏、君と出会えて〜幻の甲子園で見た景色〜（2025年8月23日 - 31日〈予定〉、サンシャイン劇場 / 9月6日 - 14日〈予定〉、大阪松竹座 / 9月20日〈予定〉、金沢市文化ホール / 9月23日〈予定〉、広島国際会議場フェニックスホール / 9月26日 - 28日〈予定〉、御園座） - 津田昭夫 役[35]

### コンサート
- 関西ジャニーズJr. 『X'mas Show 2016』（2016年11月30日 - 12月25日、大阪松竹座）[36]
- 関西ジャニーズJr. 春のSHOW合戦（2017年3月4日 - 28日、大阪松竹座）[37]
- 関西ジャニーズJr. 『X'mas SHOW 2017』（2017年12月1日 - 25日、大阪松竹座）[38]
- 関西ジャニーズJr. Concert 2018 〜Happy New ワン Year〜（2018年1月3日・4日、大阪城ホール）[39]
- 関西ジャニーズJr. 『春休みスペシャルShow 2018』（2018年3月1日 - 24日、大阪松竹座）[40]
- Fall in LOVE〜秋に関ジュに恋しちゃいなよ〜（2018年10月24日 - 11月4日、梅田芸術劇場メインホール）[41]
- 関西ジャニーズJr. 『X'mas Party!! 2018』（2018年11月30日 - 12月25日、大阪松竹座）[42]
- 大西風雅＆岡﨑彪太郎 Summer SpeciaL Concert 2025 （2025年7月26日 - 30日、Kanadevia Hall） [43]